# 新河浦

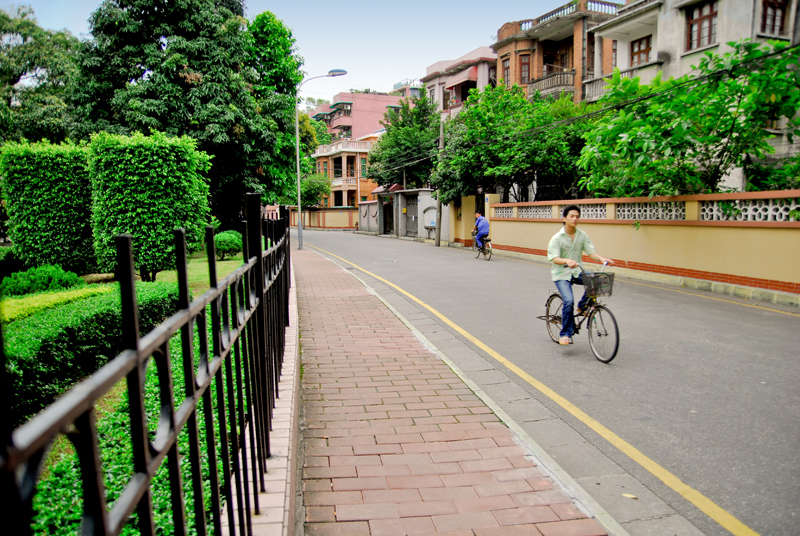
新河浦一景

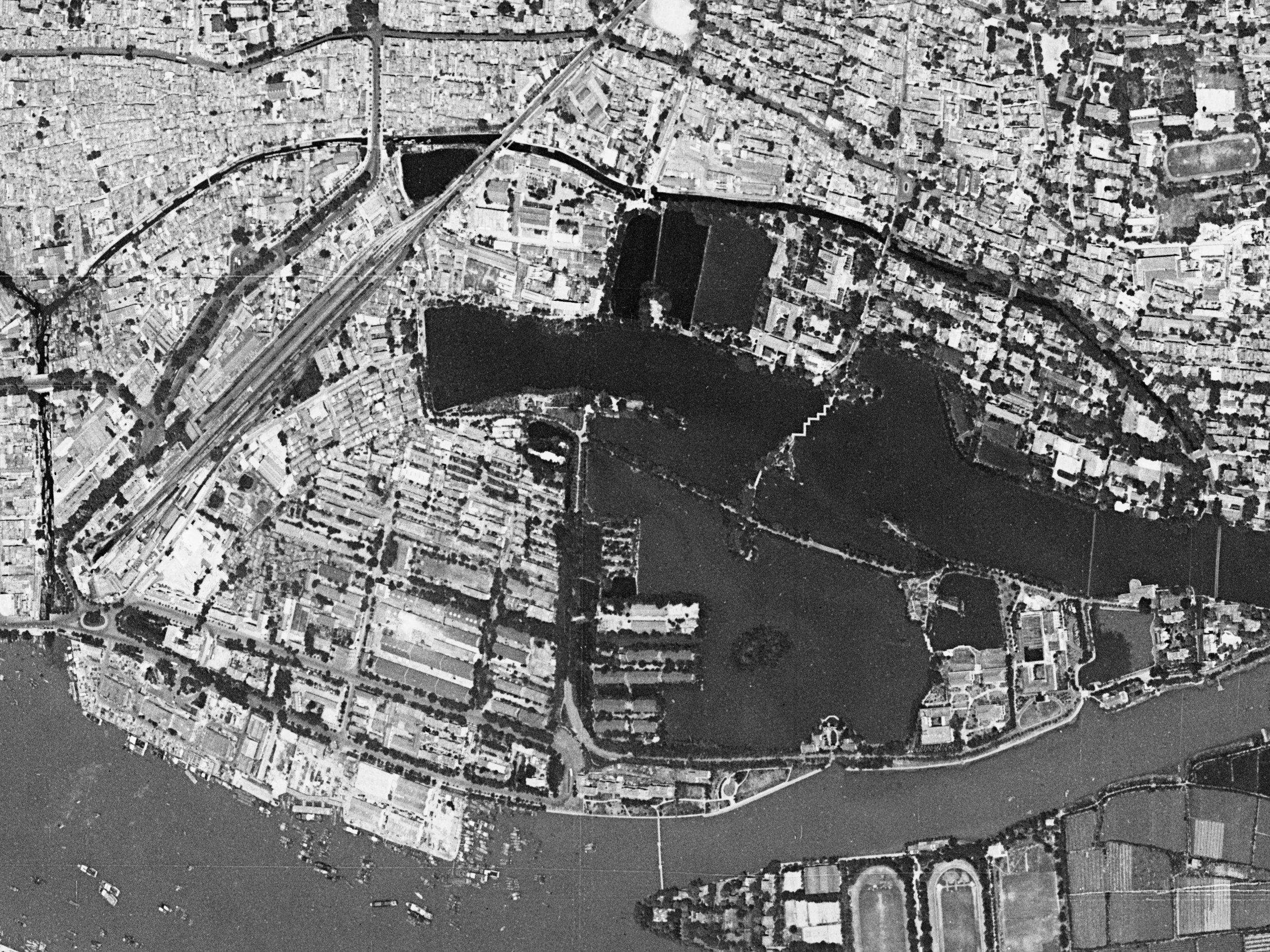
新河浦及南侧的大沙头和东山湖公园卫星图（1966年）

新河浦，是位于中国广州市东山的一个地方，以“东山小洋楼”著称，是广州的旧豪宅区，广州市现存最大规模的中西结合的低层院落式近代建筑群東山洋樓就位于此处，和城西（西关）的西关大屋一样，是广州两处典型的传统民居，在2006年4月16日被正式划归市级历史文化保护区。原为清末时珠江淤积而成的一片泥滩地，称为浦。由于其形成使右波罗水道变窄，大沙头与筑横沙北水道之间形成一条新的水道，故称新河浦涌，附近一带遂由此得名。新河浦的区域范围大致为东起达道路、西至均益路，北接庙前西街、庙前直街、寺贝通津和广铁集团用地，南临东华东路、新河浦涌和东山湖公园，面积大概有62.9公顷，合共有493栋历史建筑。大部分历史保护建筑为独立式低层住宅，多是仿西洋古典式建筑，以清水红砖墙、民国水刷石、西洋式风格为主要建筑特色。 而具有代表性的建筑有四座，分别是春园、简园、逵园和培正路的明園。